# حميد شيرزادغان
حميد شيرزادغان (بالفارسية: حمید شیرزادگان)، من مواليد العاصمة الإيرانية طهران بتاريخ 8 مارس 1941م، وتوفي في نفس المكان بتاريخ 28 سبتمبر 2007م، وهو لاعب كرة قدم إيراني سابق، لعب مع نادي شاهين وبرسبوليس الإيرانيتين، كما لعب مع منتخب بلاده من عام 1959م لعام 1966م.